# فيضة الأديان
فيضة الأديان(1) منطقة عراقية، في جنوب ناحية النخيب بقضاء الرطبة بمحافظة الأنبار بهضبة الوديان بالبادية العراقية غرب العراق، تفيض وديان عنزة في فيضة الأديان وهن وادي المراء وأحامر والعويص والشاظي وبدنة وعرعر الذي يقال هو شيخ هذه الأودية، فيهبطن خفيفاً تلقاء الشرق جنوب النخيب إلى خبرة الكطعة وفيضة الأديان. قيل إن سبب إضافة كلمة الأديان إلى هذه الفيضة أن حرباً عظيمة وقعت بين قبيلتي شمر وعنزة في هذا الموضع فكلٌ استوفى دَينَهُ، أي أخذَ بثأره. وفيها مخزن علف فرعي أنشئ في أوائل السبعينات،

## الهوامش
- «1»:قال مكي الجميل في كتابه (البدو والقبائل الرحالة في العراق) "وهناك فيضة المخاط الواقعة في الجنوب الغربي من الهبارية كما تمتد شمال وادي الحمير الذي يصب في القسم الأعلى من وادي الأُبيّض. أما فيضة العدين فهى المنخفض الآخر الذي يقع على الجانب الغربي من وادى عرار الأعلى، وتنصرف في هاتين الفيضتين مياه عدد من الأودية المجاورة لهما في موسم سقوط الأمطار".[7]